# Diego de Álava y Esquivel
Diego de Álava y Esquivel (Vitoria, ? - Córdoba, 2 de abril de 1562) fue un eclesiástico y jurista español que ocupó los cargos de obispo de Astorga, Ávila y Córdoba; además, fue miembro del Consejo de Castilla y presidente de las Reales Chancillerías de Granada y de Valladolid.

## Biografía
Sus progenitores fueron Pedro Martínez de Álava Mendoza, diputado y capitán general de Álava y formó parte del séquito de los Reyes Católicos, y María Díaz de Esquivel, ilustre dama vitoriana. El obispo de Oviedo Diego de Muros lo nombró uno de los veintidós colegiales fundadores del Colegio Mayor de Oviedo en Salamanca, siendo el primer rector tras su ingreso el 24 de agosto de 1524. Este nombramiento fue recibido en gran medida gracias al emperador Carlos V, que recompensó a los Álava por su fidelidad tras la Guerra de las comunidades de Castilla (1520-22). Estos cargos continuaron y Diego de Álava fue nombrado vicario, juez metropolitano y provisor del obispo de Salamanca. Tras culminar su licenciatura en Derecho Canónico, desempeñó cátedra de Cánones en la Universidad de Salamanca entre 1529 y 1532.
La inclinación del arzobispo de Toledo Juan Pardo de Tavera por Diego hizo que lo nombrara parte del Consejo del arzobispado y oidor de la Real Chancillería de Granada, incluso finalmente parte del Consejo de Castilla. Tavera continuó su ascenso como inquisidor general y nombró a Diego obispo de Astorga el 8 de junio de 1543. El verano de 1545 acudió a las sesiones del Concilio de Trento pese a sus dificultades económicas, aunque tuvo ocasión de mostrar su orientación religiosa, tal y como muestra un tratado teológico que dejó escrito.
Tras el fallecimiento del obispo de Ávila Rodrigo Sánchez Mercado, Carlos V presentó a Diego como su sucesor, siendo consagrado en mayo de 1548. Este cargo no le impidió aceptar el de presidente de la Real Chancillería de Granada, decidida también por el emperador en octubre de ese año. Sin embargo, el obispo no acudió a Granada hasta septiembre de 1549. La incompatibilidad geográfica entre su obispado en Ávila y su presidencia en Granada hizo que el rey Felipe II lo nombrara en 1557 presidente de la Real Audiencia y Chancillería de Valladolid. Sin embargo, esta compatibilidad se quebró al ocupar el puesto de obispo de Córdoba un año más tarde tras el fallecimiento de Leopoldo de Austria, tío del emperador Carlos V. En Córdoba se mostró partidario de seguir implementando las reforma eclesiástica y los cánones del Concilio de Trento, a la vez que se interesó por avanzar en la conclusión de la capilla mayor de la Mezquita-Catedral de Córdoba.
Tras su fallecimiento en 1562, mandó ser enterrado en su panteón familiar en la iglesia de San Pedro de Vitoria.
| Predecesor: Alonso de Zurita        | Obispo de Astorga 1543 – 1548 | Sucesor: Pedro de Acuña y Avellaneda |
| Predecesor: Rodrigo Sánchez Mercado | Obispo de Ávila 1548 – 1558   | Sucesor: Diego de los Cobos          |
| Predecesor: Leopoldo de Austria     | Obispo de Córdoba 1558 – 1562 | Sucesor: Cristóbal Rojas Sandoval    |